# شبه جزيرة هاردي
شبه جزيرة هاردي (بالإسبانية: Península Hardy) هي شبه جزيرة تقع في جزيرة Hoste، بتشيلي ، في الطرف الجنوبي لقارة أمريكا الجنوبية. هذا البصاق من الأرض يغرق داخل ممر دريك لتشكيل خليج ناسو. تقع جنوب غرب جزيرة نافارينو والجزيرة الكبرى لأرض النار. ترتبط شبه الجزيرة إداريًا لالمقاطعة  كابو دي هورنوس ، في مقاطعة تشيلية بالقارة القطبية الجنوبية، في منطقة إقليم ماجلان.
تنتهي شبه الجزيرة ب كيب هورن الخاطئ الذي طالما ارتبك البحارة به مع كيب هورن.